# Conseil départemental de l'Aveyron
 (décembre 2019).
Le conseil départemental de l'Aveyron est l'assemblée délibérante du département français de l'Aveyron, collectivité territoriale décentralisée agissant sur le territoire départemental.
Son siège se trouve au 7, place Charles-de-Gaulle, dans le centre-ville de Rodez.

## Historique

### Identité visuelle (logotype)

Logo de l'Aveyron (conseil général) avant 2005
Logo de l'Aveyron (conseil général) de 2005 à 2010
Logo de l'Aveyron (conseil général) de 2010 à 2015
Logo de l'Aveyron (conseil départemental) de 2015 à 2021
Logo de l'Aveyron (Le département) de 2021 à 2022
Logo de l'Aveyron (Le département) depuis 2022

## Élus

### Président du conseil départemental
Arnaud Viala est le président du conseil départemental de l'Aveyron depuis le 1er juillet 2021. Il est élu conseiller départemental du canton de Raspes et Lévezou.
| Période                                         | Période                                         | Identité                                        | Étiquette                                       | Étiquette                                       |
| Président du conseil général puis départemental | Président du conseil général puis départemental | Président du conseil général puis départemental | Président du conseil général puis départemental | Président du conseil général puis départemental |
| ----------------------------------------------- | ----------------------------------------------- | ----------------------------------------------- | ----------------------------------------------- | ----------------------------------------------- |
| 1945                                            | 1949                                            | Paul Ramadier                                   |                                                 | SFIO                                            |
| 1949                                            | 1976                                            | Raymond Bonnefous                               |                                                 | CNIP                                            |
| 1976                                            | 2008                                            | Jean Puech                                      |                                                 | UDF puis UMP                                    |
| 2008                                            | 2017                                            | Jean-Claude Luche                               |                                                 | UDI                                             |
| 2017                                            | 2021                                            | Jean-François Galliard                          |                                                 | UDI                                             |
| 2021                                            | En cours                                        | Arnaud Viala                                    |                                                 | LR, DVD puis HOR                                |

### Conseillers départementaux
| Parti                                | Sigle | Sigle | Élus | Groupes               |
| ------------------------------------ | ----- | ----- | ---- | --------------------- |
| Majorité (34 sièges)                 |       |       |      |                       |
| Divers droite                        |       | DVD   | 19   | L'Aveyron pour tous   |
| Les Républicains                     |       | LR    | 10   | L'Aveyron pour tous   |
| Union des démocrates et indépendants |       | UDI   | 4    | L'Aveyron pour tous   |
| Mouvement radical                    |       | MR    | 1    | L'Aveyron pour tous   |
| Opposition (12 sièges)               |       |       |      |                       |
| Divers gauche                        |       | DVG   | 7    | Printemps Aveyronnais |
| Socialistes indépendants             |       | SI    | 2    | Printemps Aveyronnais |
| Parti socialiste                     |       | PS    | 1    | Printemps Aveyronnais |
| Parti radical de gauche              |       | PRG   | 1    | Printemps Aveyronnais |
| Mouvement radical                    |       | MR    | 1    | Printemps Aveyronnais |
| Président du Conseil départemental   |       |       |      |                       |
| Arnaud Viala (DVD)                   |       |       |      |                       |

Parmi les 46 conseillers départementaux, un seul est également parlementaire, il s'agit du sénateur Jean-Claude Anglars.

## La Présidence du Conseil départemental
Un accueil est dédié au public à l'entrée principale du bâtiment, place Charles De Gaulle.
Le bureau du président est situé dans les étages, au sein de l'hôtel du département, à Rodez. Le président dispose de plusieurs cabinets et services associés (direction générale, directeur de cabinet, chef de cabinet, plusieurs conseillers, secrétariats et différents pôles et services. De nombreux services du Conseil général sont également présents dans de nombreux cantons. Au sous-sol, sous les rues piétonnes du centre-ville, se situe l'hémicycle où se réunissent les conseillers généraux, en face du président et des vice-présidents. Ce lieu dispose des dernières technologies de communication d'image et de confort. Enfin, plusieurs salles et salons sont à la disposition des commissions de travail. Il est possible de visiter les locaux pendant les journées du patrimoine.

## Budget
Le budget du Conseil général de l'Aveyron s'est élevé à :
- 321,4 millions d'euros en 2007
- 338,8 millions d'euros en 2008
- 393,3 millions d'euros en 2020

### Budget d'investissement
- 2009 : 257 millions d'euros

| Domaine d'investissement           | Investissement       |
| ---------------------------------- | -------------------- |
| Solidarité                         | 116 millions d'euros |
| Infrastructures et transports      | 88 millions d'euros  |
| Développement local et aménagement | 34 millions d'euros  |
| Éducation, culture, sports         | 19 millions d'euros  |
| Total Investissement               | 257 millions d'euros |

Le budget de l'Aveyron